# Праздник роз (Казанлык)
Праздник роз — фестиваль, который традиционно проходит в День города Казанлыка. Он посвящен масличной розе, которую используют для изготовления розового масла. Роза является символом Болгарии.

## История
Праздник роз в Казанлыке приходится на день рождения города. На него съезжаются гости из Македонии, Латвии, Греции, Японии, России, Казахстана, Кореи, Румынии. В рамках фестиваля проводятся концерты, мероприятия для художников, фотографов, выставки визуального искусства. Здесь можно посмотреть за изготовлением разных товаров и купить ковры, пестрые кувшины.
Фестиваль проводится с конца мая до начала или середины июля в Казанлыке по чётным годам, а по нечётным в другом городе — Карлово. Первый фестиваль был проведен в 1903 году. В начале праздника ритуально собирают лепестки розы в поле, далее вяжут венки. Затем, праздник перемещается в центр города. В рамках фестиваля выступают разнообразные фольклорные коллективы. Во время начала праздника идет сбор лепестков роз на розовых полях и длится он две недели. На фестиваль съезжается около 70 тысяч туристов со всего мира. Во время фестиваля проходит дегустация ракии из лепестков роз. Происходит воссоздание разных ритуалов. Готовятся лепешки, которые подают с розовым вареньем, баница и луком.

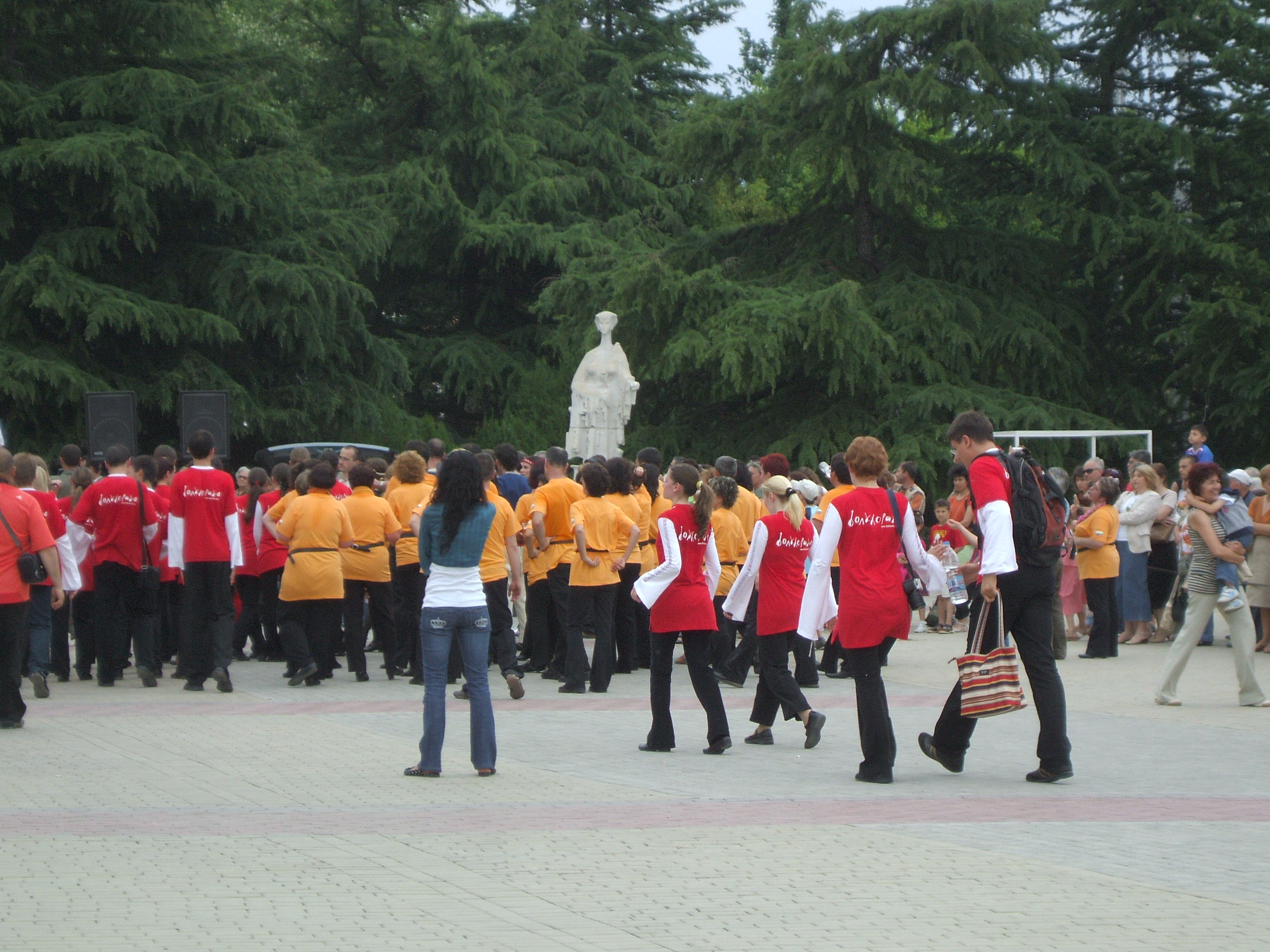
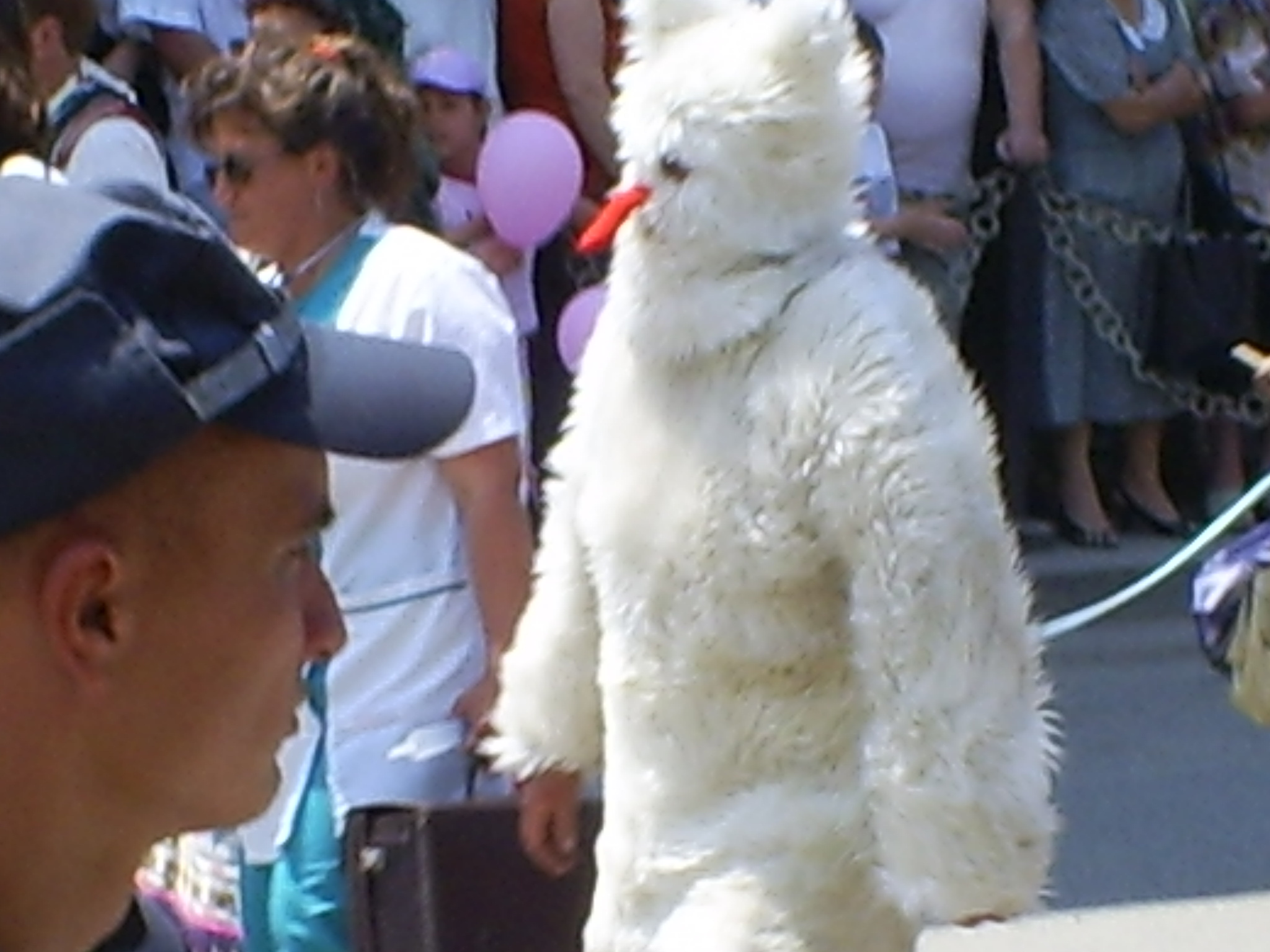
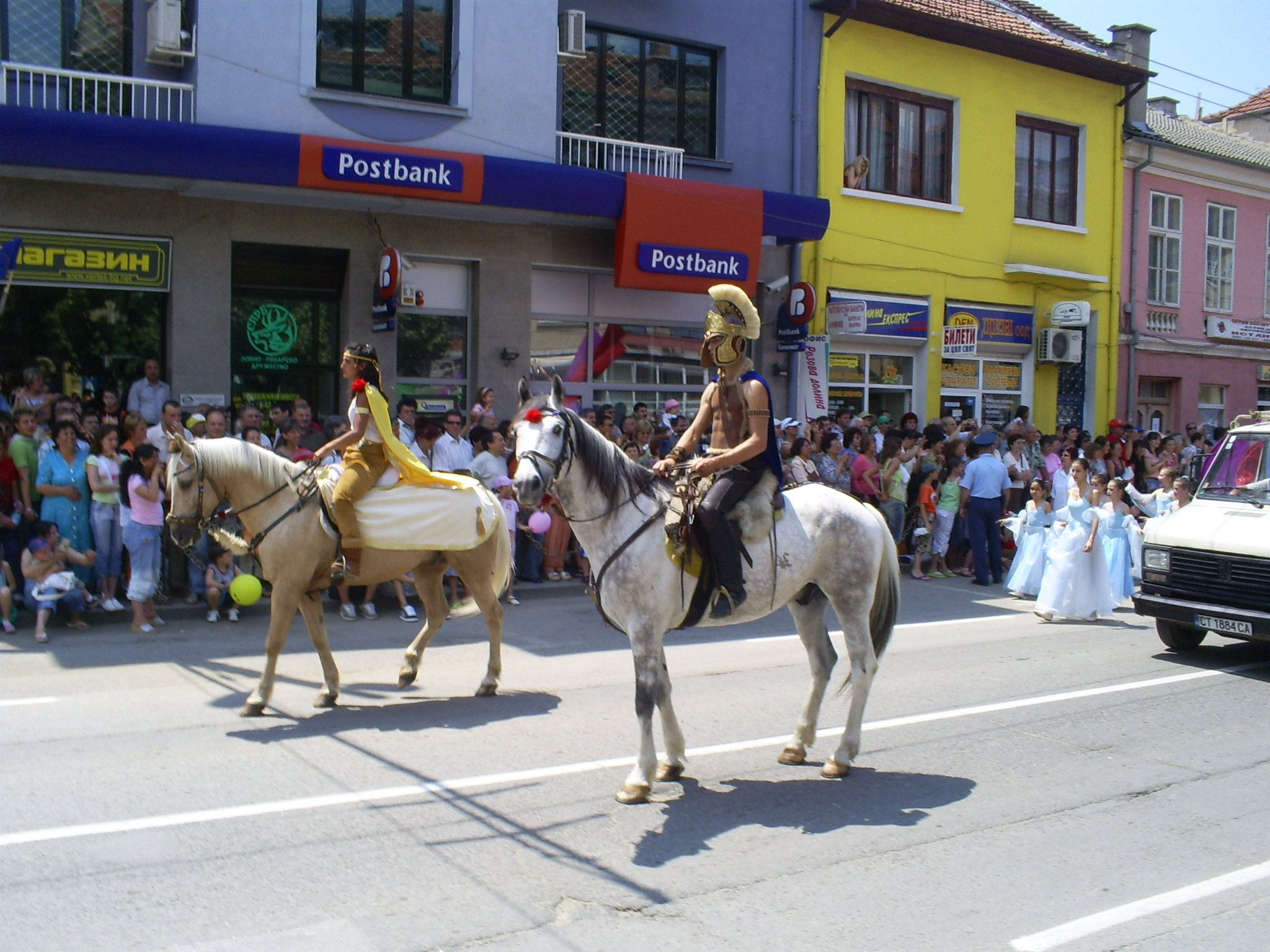
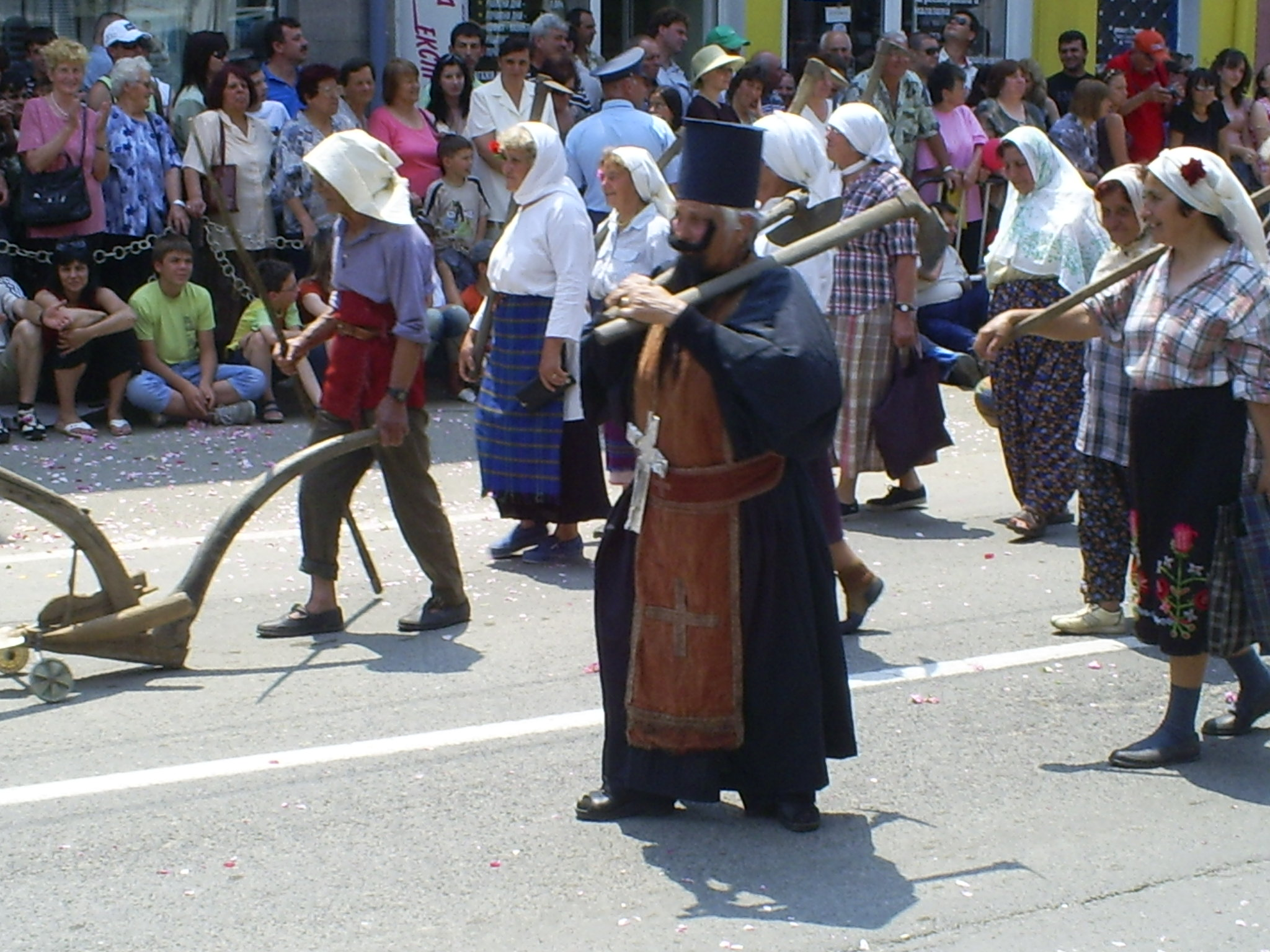
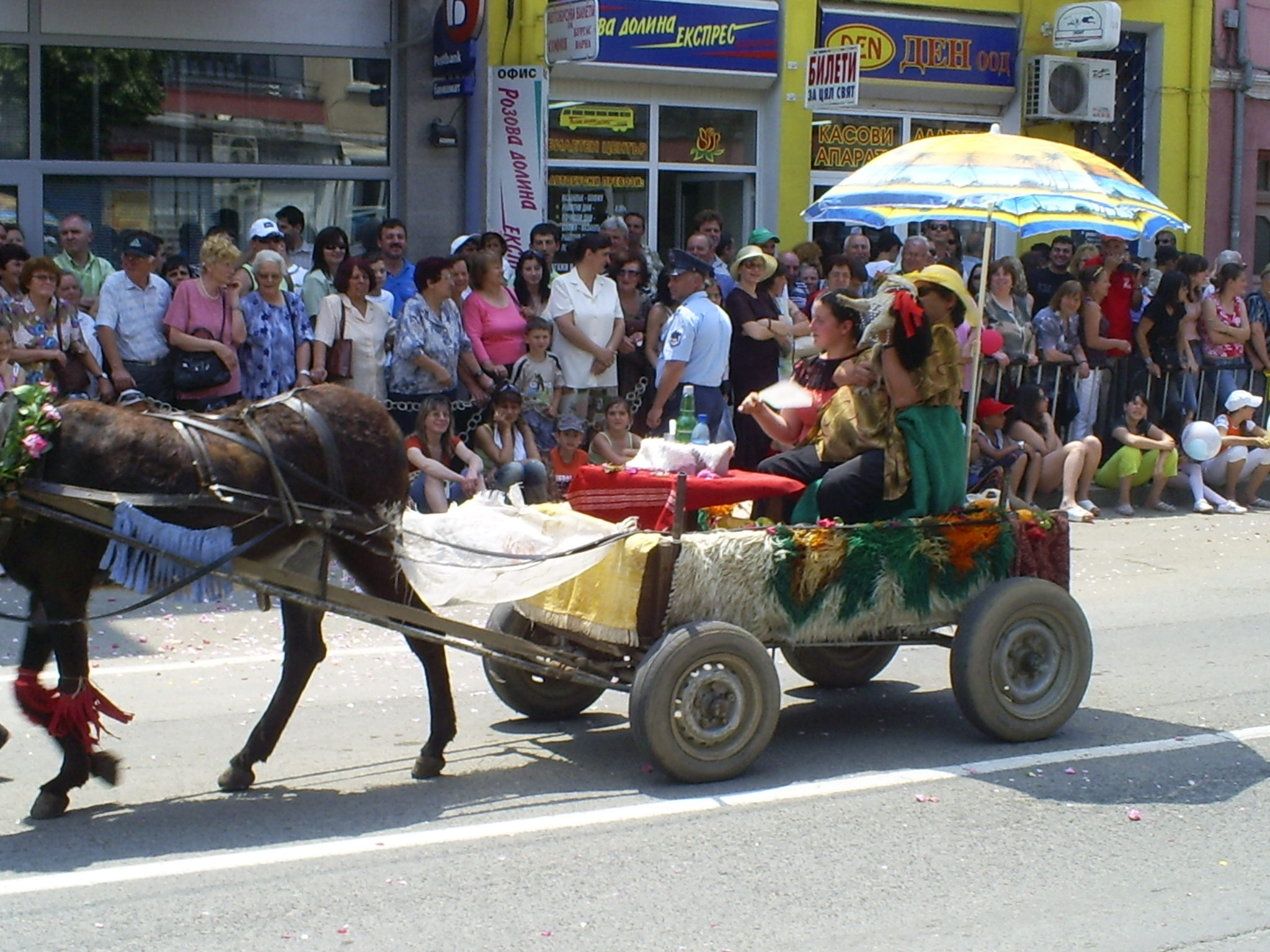
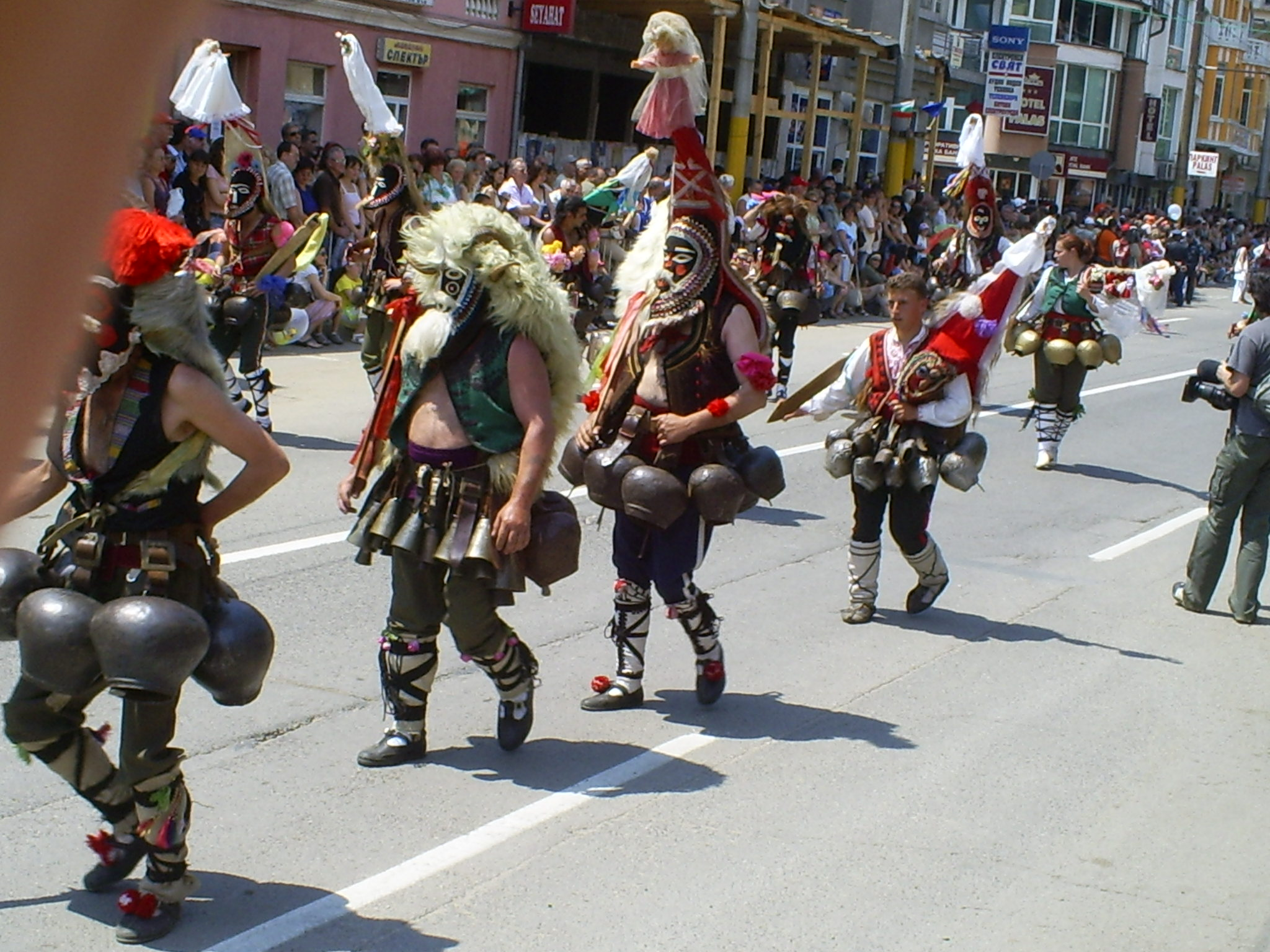
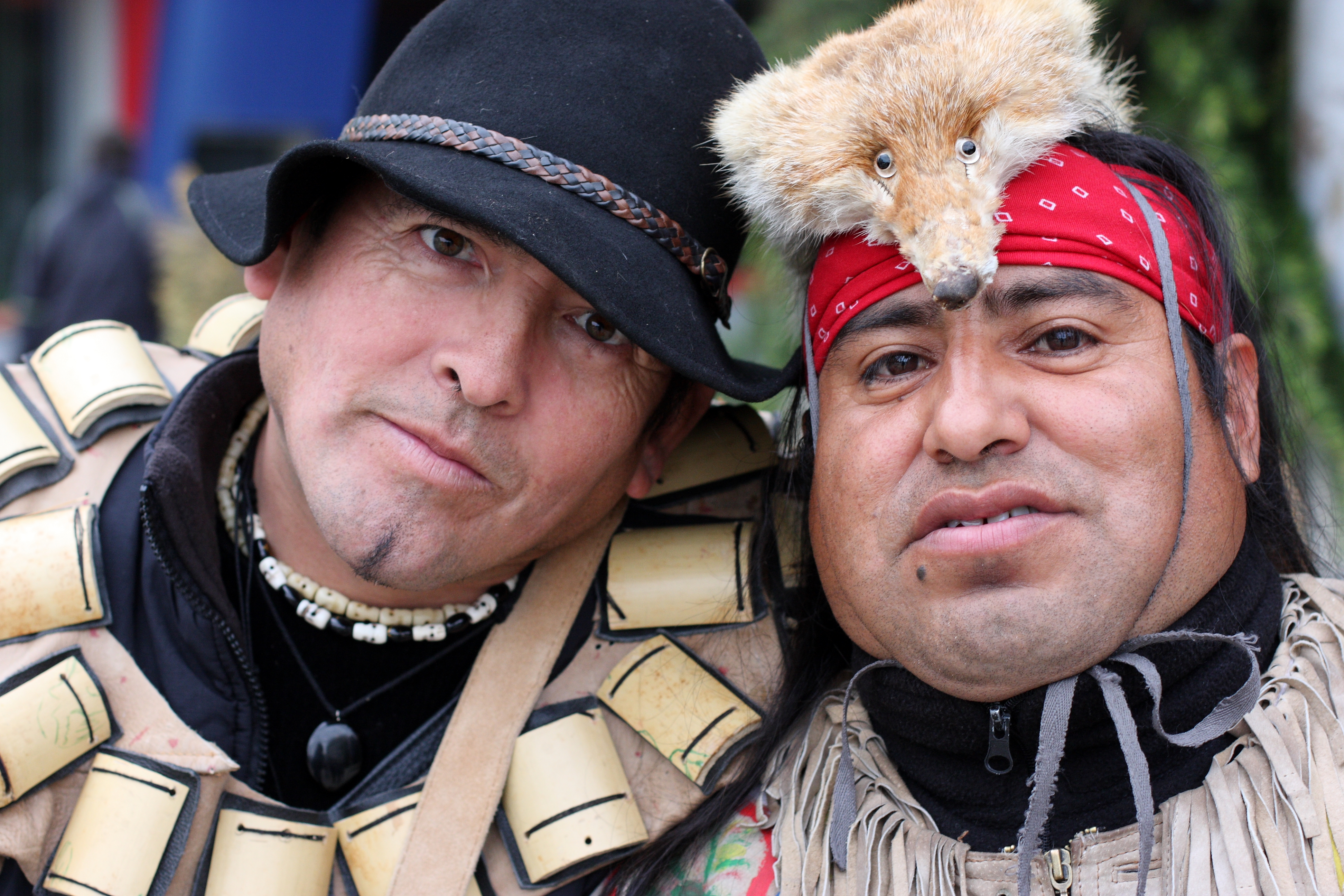
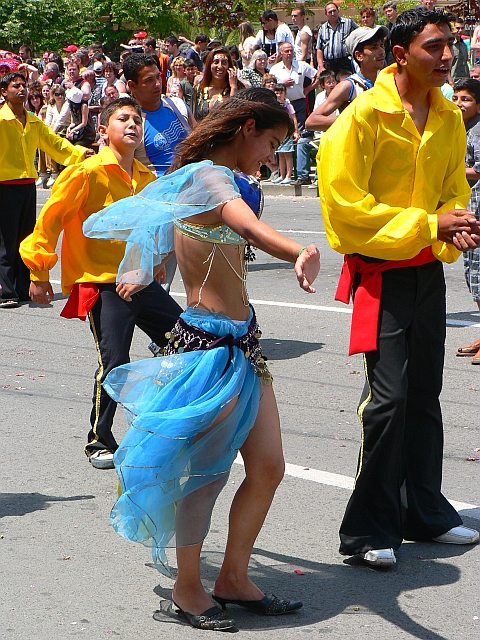

В 1975 году появился конкурс Королевы Розы. Получить этот титул может любая женщина, не зависимо от ее возраста. Люди наряжаются в древнеримские туники. Под конец праздника исполняется коллективный национальный танец хоро.
В 2013 году в Казанлыке побывал оркестр русских народных инструментов. Артисты приехали чтобы принять участие в Празднике роз. Поездка стала реальной благодаря совместному финансированию поездки мэрией, филармонией и Городским благотворительным Фондом Тольятти. Стоимость поездки составила 400 тысяч рублей. Оркестр участвовал в официальном открытии фестиваля, карнавальном шествии и закрытии. В нем также принимают участие мажоретки и байкеры.
Традиционное шествие на празднике роз проводится с участием представителей школ, детских садов, Домов культуры Казанлыка, разных городских организаций. Среди их задач — подготовка карнавальных костюмов и программ, демонстрирующихся при карнавальном шествии. Принимают участие и представители из городов-побратимов.
Во время фестиваля гости могут попробовать розовое варенье, масло из роз и косметику.
Во время фестиваля проходит ярмарка изделий ремесленников. Также проходит костюмированный парад, в котором принимают участие местные жители и гости. Во главе шествия идет Королева Роз, участники парада несут ее на троне. Она осыпает окружающих лепестками роз.